# Manager Magazin
Das Manager-Magazin (Eigenschreibweise: manager magazin) ist eine seit 1971 monatlich erscheinende Wirtschaftszeitschrift der Spiegel-Gruppe mit dem Schwerpunkt Unternehmensberichterstattung und Betriebswirtschaft. Die verkaufte Auflage beträgt 90.470 Exemplare, ein Minus von 25,4 Prozent seit 1998.

## Geschichte
Die Zeitschrift erscheint seit November 1971 in der im September 1970 gegründeten Manager Magazin Verlagsgesellschaft mbH, an der die Rudolf Augstein GmbH und seit 2022 die RM Hamburg Holding GmbH beteiligt sind. Von 1986 bis 2022 war der Verlag Gruner + Jahr zu 24,9 % beteiligt, dessen Anteile an die RM Hamburg Holding GmbH übertragen wurden. Bis 1973 war McGraw-Hill zu 49 % an dem Magazin beteiligt. In der Manager Magazin Verlagsgesellschaft mbH erscheint außerdem die monatliche Zeitschrift Harvard Business Manager.
Im Jahr 2004 wurden zwei Lizenzausgaben von Manager Magazin in Ungarn und Polen eingeführt. Die ungarische Ausgabe wurde von 2007 bis 2020 in Lizenz von der ungarischen Tochtergesellschaft des Axel-Springer-Verlags herausgegeben. Die polnische Schwesterpublikation wurde Ende 2008 eingestellt.
Die Manager Lounge, ein ehemaliges Tochterunternehmen der Manager Magazin Verlagsgesellschaft, war ein Netzwerk für Führungskräfte, die bestimmte Anforderungen (Position, Verdienst) erfüllen mussten. 2021 wurde die Manager Lounge verkauft.

## Digitales Angebot
Seit September 2011 erscheint das Blatt auch als digitale Ausgabe in einer browserbasierten Web-App. Für die Website des Manager Magazins gibt es seit 2015 ebenfalls Apps. Seit 2018 wird zusätzlich ein kostenpflichtiges Premium-Abo angeboten, bei dem auch Texte der britischen Wochenzeitschrift The Economist zur Verfügung gestellt werden.

## Chefredakteure
- 1971: Klaus Recht
- 1971–1981: Leo Brawand
- 1981–1985: Werner Funk
- 1985–1987: Dieter Piel
- 1987–1991: Ulrich Blecke
- 1991–1992: Winfried Wilhelm
- 1992–1994: Peter Christ
- 1994–2003: Wolfgang Kaden[10]
- 2003–2013: Arno Balzer
- 2013–2018: Steffen Klusmann
- 2018–2022: Sven Oliver Clausen und Martin Noé[11]
- 2022–2024: Sven Oliver Clausen[12]
- seit 2024: Isabell Hülsen[13]

## Verlagsleitung
- 1971: Heinz Streicher
- 1971–1981: Hans Detlev Becker
- 1981: Helmut Wallbaum, Alfred E. Wissmann
- 1982: Alfred E. Wissmann
- 1982–2002: Heinz Gerhardt[14]
- 2002–2007: Philipp Busch[15]
- 2007–2008: Michael Voss
- 2008–2011: Matthias Schmolz
- 2011–2017: Michael Plasse[16]
- 2017–2020: Thomas Hass
- 2020–2021: Thomas Hass und Stefan Ottlitz
- seit 2021: Thomas Hass und Jennifer Lachman

## Redaktionell erstellte Ranglisten
- Good Company Ranking, in dem 80 europäische Großunternehmen auf ihre Sozialverträglichkeit geprüft wurden (seit 2005)
- Liste der 500 reichsten Deutschen (seit 2000), ab 2017 Liste der 1001 reichsten Deutschen
- Städteranking, in dem Wirtschaftsgeografen der Universität Mannheim 58 europäische Städte auf „Lebens- und Karrierebedingungen für Manager“ testen
- Hochschulranking (1996 und 1999)
- Kreativ-Index, der alljährlich das Abschneiden deutscher Agenturen bei Werbewettbewerben bewertet[17] (seit 2003)

## Durch das Magazin verliehene Preise
- 1992 wurde die Hall of Fame geschaffen. Mit diesem Preis werden jedes Jahr ein oder zwei deutsche Persönlichkeiten aus der Volkswirtschaft oder der Industrie ausgezeichnet.
- Wahl zum Manager des Jahres (seit 1995).
- Seit 2009 werden in die Hall of Fame der deutschen Forschung Wissenschaftler berufen, deren Lebensleistung einen herausragenden Beitrag zur Weiterentwicklung der Forschung erbracht haben und die somit auch den Wirtschaftsstandort Deutschland im internationalen Wettbewerb zukunftsfähiger gemacht haben.
- Seit 2015 zeichnet das Magazin in Kooperation mit der Boston Consulting Group die „Einflussreichsten deutschen Wirtschaftsfrauen“ aus und benennt jeweils eine Prima inter Pares.
- Zudem hat das Magazin noch diverse weitere Preise verliehen, unter anderem bis 2013 Der beste Geschäftsbericht unter der wissenschaftlichen Leitung von Jörg Baetge.